# Portugals Grand Prix 1984
Portugals Grand Prix 1984 var det sista av 16 lopp ingående i formel 1-VM 1984. Detta var det första grand prix-loppet i Portugal sedan säsongen 1960 och det första som kördes i Estoril.

## Resultat
1. Alain Prost, McLaren-TAG, 9 poäng
2. Niki Lauda, McLaren-TAG, 6
3. Ayrton Senna, Toleman-Hart, 4
4. Michele Alboreto, Ferrari, 3
5. Elio de Angelis, Lotus-Renault, 2
6. Nelson Piquet, Brabham-BMW, 1
7. Patrick Tambay, Renault
8. Riccardo Patrese, Alfa Romeo
9. René Arnoux, Ferrari
10. Manfred Winkelhock, Brabham-BMW
11. Stefan "Lill-Lövis" Johansson, Toleman-Hart
12. Andrea de Cesaris, Ligier-Renault
13. Gerhard Berger, ATS-BMW
14. Jacques Laffite, Williams-Honda
15. Mauro Baldi, Spirit-Hart
16. Jo Gartner, Osella-Alfa Romeo (varv 65, bränslebrist)
17. Eddie Cheever, Alfa Romeo

### Förare som bröt loppet
- Piercarlo Ghinzani, Osella-Alfa Romeo (varv 60, motor)
- Nigel Mansell, Lotus-Renault (52, snurrade av)
- Derek Warwick, Renault (51, växellåda)
- Philippe Streiff, Renault (48, transmission)
- Keke Rosberg, Williams-Honda (39, motor)
- Francois Hesnault, Ligier-Renault (31, elsystem)
- Thierry Boutsen, Arrows-BMW (24, transmission)
- Jonathan Palmer, RAM-Hart (19, växellåda)
- Marc Surer, Arrows-BMW (8, elsystem)
- Philippe Alliot, RAM-Hart (2, motor)